# Alfred Jacobsson
Alfred Johannes Jacobsson, född 27 oktober 1841 i Åbo, död där 15 februari 1931, var en finländsk affärsman och donator.

## Biografi
Alfred Jacobsson studerade vid högre elementarskolan och handelsinstitutet i Åbo och tjänstgjorde sedan i C. & F. Åkermans färg-, kolonial-, vin- och spirituosaaffär. År 1864 blev han handelskontorist hos firma J. C. Frenckell & Son i Helsingfors, som bland annat hade ett pappersbruk i Tammerfors. Sin första utbildningsresa gjorde han år 1869, först några månader i Tyskland och därefter ett halvt år i England. I London inledde Jacobsson sin förbindelse med firman G. F. Neame & Co, som var kommissionär för engelska trävaruköpare och han blev dess representant i Finland och Sverige.  
Jacobsson öppnade en trävaruagentur i Åbo 1870 och utvecklade sin trävaruexportrörelse till en av stadens största. Han erhöll 1874 burskap som handlande. Han var från 1881 verkställande direktör för Ackas Ångsågs Ab och senare även för Vartsala Ångsågs Ab, som han tillsammans med firman C.M. Dahlström inköpte 1888. Jacobsson hade dessutom omfattande intressen i flera andra bolag och deltog i stiftandet av bland annat Åbo Aktiebank 1896, Ångfartygs Ab Bore (1897), livförsäkringsbolaget Fennia 1905 och återförsäkringsaktiebolaget Verdandi 1905. År 1890 utsågs Jacobsson till svensk-norsk vicekonsul, senare enbart svensk vicekonsul till 1918. Jacobsson var medlem i Åbo stadsfullmäktige 1879-1903 och i drätselkammaren 1882-1887. Han var Åbo stads representant i borgarståndet vid den urtima lantdagen 1899.
Jacobsson tillhörde den inre gupp som stod bakom tillkomsten av Åbo Akademi och dess stiftelse år 1917. Han var en av Stiftelsens för Åbo Akademi donatorer. Alfreds och Helénè Jacobssons för finländska förhållanden praktfulla hem tillföll Åbo Akademi, som 1932 öppnade museet Ett hem i Jacobssonska huset vid Tavastgatan 30. Byggnaden måste dock rivas 1955, varefter museet 1965 återuppstod i en anspråkslösare variant vid Biskopsgatan 14.
Paret Jacobsson hörde till stordonatorerna i Åbo och donerade bland annat till Fruntimmersföreningens barnhem, det biologiska museet enligt förebild från det biologiska museet i Stockholm samt till Åbo idrottsvänners idrottspark.